# Etschtal

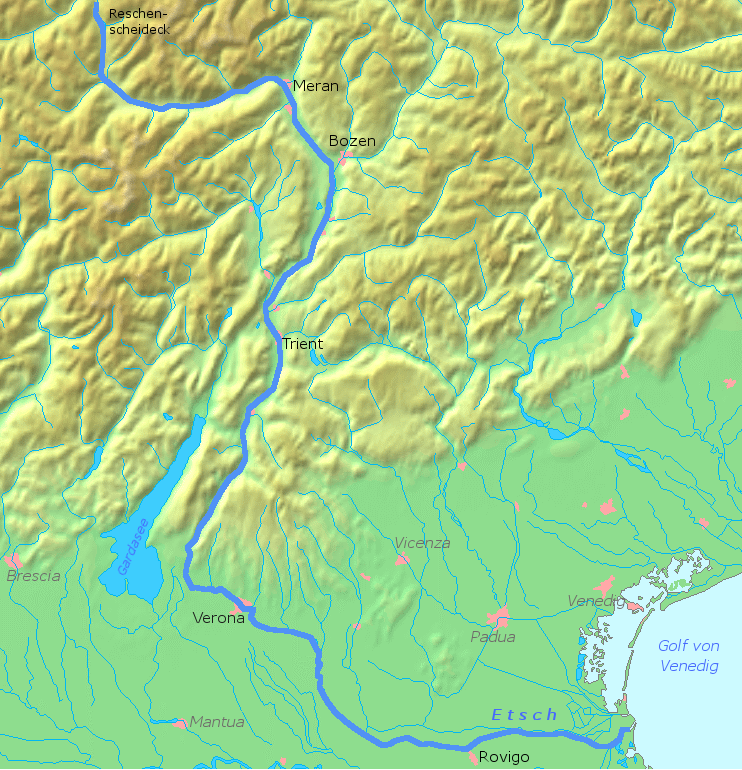
Karte des Etschtals – das Etschtal mündet bei Verona in die Po-Ebene

Das Etschtal (italienisch Valle dell’Adige bzw. Val d’Adige) ist ein rund 200 km langes Alpental in Italien, das von der Etsch durchflossen wird und vom eiszeitlichen Etschgletscher ausgeformt wurde. Das Tal nimmt am Reschenpass seinen Anfang, durchquert Südtirol und das Trentino und endet schließlich bei der Veroneser Klause in Venetien.

## Begrifflichkeiten
Die Bezeichnung Etschtal wird unterschiedlich verwendet:
- In einem weiteren Sinn umfasst das Etschtal den gesamten Verlauf der Etsch in den Alpen, vom Reschenpass bis zur Einmündung in die Po-Ebene.
- In Südtirol wird nur der Talabschnitt zwischen Meran und Bozen als Etschtal bezeichnet, während die übrigen Südtiroler Talabschnitte jeweils eigene Namen besitzen (Vinschgau, Überetsch, Unterland).
- Im Trentino wird mit Valle dell’Adige nur der Abschnitt von der Salurner Klause bis knapp südlich von Trient (bzw. knapp nördlich von Besenello) bezeichnet. Der anschließende Abschnitt bis zum Alpenrand in Venetien nennt sich Vallagarina.

Bis um die Mitte des 20. Jahrhunderts war die Territorialbezeichnung Etschland gebräuchlich, mit der meist der Raum Meran-Bozen gemeint war, bisweilen über diesen aber auch ausgriff und insbesondere während des italienischen Faschismus als Alternativbenennung für das verbotene Südtirol an Bedeutung gewann.

## Geographie

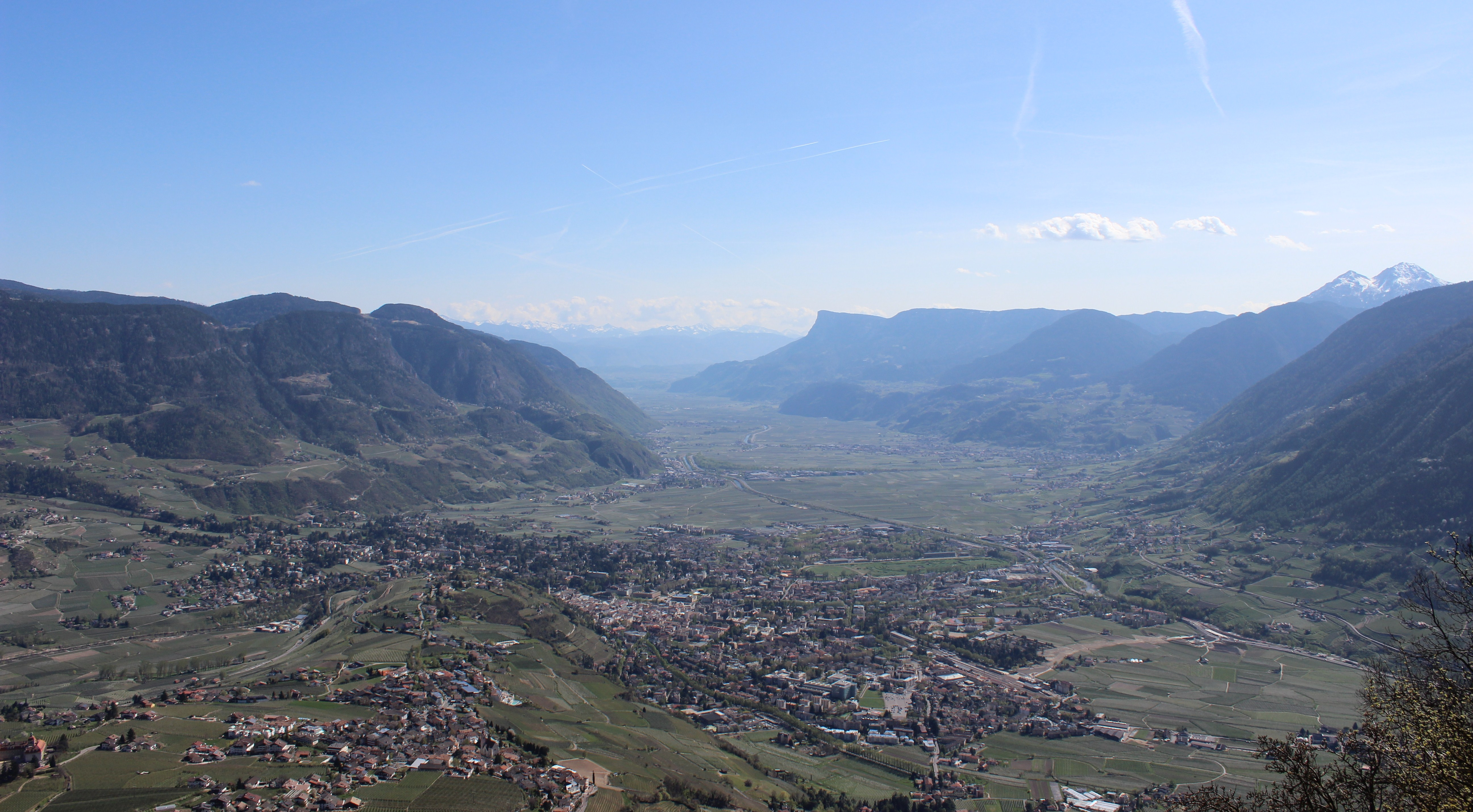
Das Etschtal von Meran bis Bozen

Das Etschtal nimmt am Reschenpass (1507 m) am Alpenhauptkamm seinen Anfang. Der oberste Talabschnitt bis zur Talstufe Töll (ca. 500 m) wird Vinschgau genannt und verläuft nach einem kurzen Abschnitt in südliche Richtung größtenteils ostwärts. Bei Meran macht der Talverlauf einen Knick und streicht von nun an mit nur noch geringen Höhenunterschieden stets grob Richtung Süden. Der Talabschnitt nach Bozen wird in Überetsch und Unterland gegliedert. An der Salurner Klause (207 m) verlässt das Etschtal Südtirol und wechselt ins Trentino. Rund zehn Kilometer nach Trient verengt sich der Talverlauf bei der Örtlichkeit Murazzi. Dort wird der Beginn des untersten Abschnitts des Etschtals – das Vallagarina – angesetzt. Knapp südlich von Borghetto wird das Tal von der Grenze zwischen dem Trentino und Venetien durchquert. Das Etschtal endet schließlich an der Veroneser Klause nordwestlich von Verona, wo es in die Norditalienische Tiefebene übergeht.
Auf seiner langen Wegstrecke laufen dem Etschtal zahlreiche Seitentäler zu. Zu den bedeutendsten zählen: das Münstertal, Martell und Schnals im Vinschgau, Passeier und Ulten in der Meraner Gegend, das Sarntal und das Eisacktal im Bozner Talkessel und das Nonstal und das Cembratal im Trentino.

## Verkehr
Das Etschtal ist einer der wichtigsten Verkehrsstränge der Alpen, speziell im Abschnitt zwischen Verona und Bozen als Teil der Transitstrecke über den Brenner: Ein großer Teil der Brennerautobahn verläuft hier, ebenso der Brennerstaatsstraße und der Brennerbahn. Bei Bozen zweigen all diese Verkehrswege in nordöstliche Richtung ins Eisacktal ab. Das Etschtal oberhalb von Bozen ist für den Autoverkehr größtenteils durch die SS 38 erschlossen, die zwischen Bozen und Meran als Schnellstraße „MeBo“ ausgebaut ist, und zuletzt bis zum Reschen durch die SS 40. Bahnverbindungen verlaufen im selben Gebiet über die Bahnstrecke Bozen–Meran und die daran anschließende Vinschgaubahn. Für den Fahrradverkehr besteht vom Reschenpass bis Verona der durchgängige und zumeist gut ausgebaute Etsch-Radweg.

## Urgeschichte (10. bis 5. Jahrtausend v. Chr.)
Der Übergang vom Mesolithikum, der aneignenden, zum Neolithikum, der produzierenden Lebensweise, erfolgte im Etschtal ab der 2. Hälfte des 6. Jahrtausends v. Chr. Mesolithische Jäger besiedelten das zuvor vergletscherte Gebiet um 9500 v. Chr. Beim Übergang spielten die Jäger und Sammler ausnahmsweise eine deutlich erkennbare Rolle in einem Prozess, der sich über Jahrhunderte erstreckte. Es erwies sich, dass technologische Kontinuität zwischen den Kulturen bestand, ebenso wie eine Fortsetzung der Ausbeutung von Ressourcen an denselben Stellen, insbesondere bestimmten Gesteinen zur Herstellung von Waffen und Werkzeugen. Von großer Bedeutung ist der Gaban-Abris, 3 km nördlich von Trient in 270 m Höhe über dem Meeresspiegel, der ununterbrochen von 7500 bis 1600 v. Chr. genutzt wurde. Dort ließ sich belegen, dass die Neolithisierung nicht durch Verdrängung der vorher dort lebenden Gruppen erfolgte, sondern durch Akkulturation. Dies gilt vor allem im oberen und mittleren Etschtal.